# Jorge Guardiola
Jorge Guardiola Hay (* 11. September 1963 in Madrid) ist ein ehemaliger spanischer Sportschütze.

## Erfolge
Jorge Guardiola zog bei den Olympischen Spielen 1988 in Seoul im Skeet mit 147 Punkten ins Halbfinale ein. Dort erzielte er weitere 49 Punkte und setzte sich im Stechen um den sechsten Platz, der den Einzug ins Finale bedeutete, gegen Luca Scribani Rossi durch. Im Finale traf er 24 Ziele und kam mit insgesamt 220 erzielten Treffern auf den dritten Rang, womit er hinter Axel Wegner und Alfonso de Iruarrizaga die Bronzemedaille gewann. 1992 schaffte Guardiola in Barcelona mit 146 Punkten in der Vorrunde abermals den Einzug ins Halbfinale, schied in diesem aber, obwohl er alle 50 Ziele traf, mit insgesamt 196 Punkten auf dem 16. Rang aus.